# Ким, Иннокентий Александрович
Иннокентий Александрович Ким (26 июня 1920 года, деревня Николаевка, Ольгинский уезд, Приморская область, Дальневосточная республика — 19 мая 2004 года) — бригадир колхоза имени Свердлова Верхне-Чирчикского района Ташкентской области, Узбекская ССР. Герой Социалистического Труда (1951).

## Биография
Родился в 1920 году в крестьянской семье в деревне Николаевка Ольгинского уезда.
В 1937 году окончил 9 классов средней школы. В том же году вместе с родителями депортирован на спецпоселение в Ташкентскую область Узбекской ССР. В 1942 году окончил Ташкентское типографское училище. С 1943 года — рядовой колхозник, звеньевой полеводческого звена колхоза имени Свердлова Верхне-Чирчикского района. С 1948 года — колхозник колхоза «Пограничник» в городе Бикин Хабаровского края.
Был одним из основателей газеты «Корейский рабочий» (с 1991 года — «Сэ корё синмун»). С 1949 года — выпускающий редактор этого корейского печатного издания. В 1949 году возвратился в Узбекистан, где продолжил трудиться рядовым колхозником, учётчиком, бригадиром полеводческой бригады, бригадиром фермы, заведующим фермой в колхозе имени Свердлова Верхне-Чирчикского района.
В 1950 году бригада Иннокентия Кима получила в среднем с каждого гектара по 84 центнера зеленцового кенафа на участке площадью 27,1 гектара. Указом Президиума Верховного Совета СССР от 22 мая 1951 года удостоен звания Героя Социалистического Труда с вручением ордена Ленина и золотой медали «Серп и Молот».
В 1951 году вступил в КПСС.
После выхода на пенсию продолжал трудиться экспедитором в колхозе имени Свердлова. Персональный пенсионер республиканского значения.
Скончался в 2004 году. Похоронен на кладбище бывшего колхоза имени Свердлова (с 1992 года — фермерское хозяйство имени Ахмеда Ясави) Юкарычирчикского района.
Награды
- Герой Социалистического Труда
- Орден Ленина
- Медаль «За доблестный труд в Великой Отечественной войне 1941—1945 гг.»